# Judik Etel
Judik Etel, Karinthy Frigyesné, született Judik Etelka Franciska (Hódmezővásárhely, 1885. december 3. – Budapest, 1918. október 17.) színésznő. Karinthy Frigyes első felesége. Beceneve: Boga.

## Életpályája
1885. december 3-én Hódmezővásárhelyen Judik Etelka Franciska néven született, Judik Etelka lányaként. Első férje Bakics János (Laki Bakics) magánhivatalnok volt, akitől két fia született (György és Gábor). Az Országos Magyar Királyi Színművészeti Akadémiát 1903-ban végezte el. 1906–07-ben a Thália Társaság tagja volt. 
1907-ben itt látta először Karinthy Frigyes. 1908 és 1910 között a Bonbonnière Cabaret, 1912-ben Bárdos Artúr Új Színpadának társulatában szerepelt. Karinthyval 1910-ben vált komolyabbá a kapcsolata. 1912-ben Berlinbe szöktek, ahol fél évig éltek. Judik Etel 1913-ban elvált, gyermekeit férjének ítélte a bíróság. 
1914. szeptember 17-én, Budapest VIII. kerületében kötött házasságot Karinthy Frigyessel. Ez év december 14-én megszületett fiuk, Gábor.
Öt év szünet után, 1917-ben lépett fel ismét, Feld Irén társulatában, a Budai Színkörben. 1918. október 17-én a spanyolnáthajárvány áldozata lett.

## Főbb szerepei
- Heijermans: Remény (Johanna)
- Ibsen: A vadkacsa (Gina)
- Hauptmann: Henschel fuvaros (Hanne)